# هیگاشی‌یاما، ایواته
هیگاشی‌یاما، ایواته (به لاتین: Higashiyama) یک منطقهٔ مسکونی در ژاپن است که در ناحیه توهوکو واقع شده‌است. هیگاشی‌یاما ۸٬۰۲۷ نفر جمعیت دارد.